# Отару
Ота̀ру (на японски ??, по английската Система на Хепбърн Otaru-shi, Отару-ши) е град в Япония.

## География
Градът е пристанище на остров Хокайдо. Разположен в залива Ишикари. Има жп гара, риболовна база. Отстои на 32 км от главния административен център на Хокайдо – град Сапоро. Населението му е 137 693 жители (2008).

## История
Отару е провъзгласен за град на 1 август 1922 г. Има запазени много архитектурно-исторически сгради и паметници. Пристанището, поради близостта на Отару с Русия е посещавано често от руски моряци и туристи, до такава степен, че има постоянни руски магазини и улични знаци.

## Известни личности
Родени в Отару
- Масаки Кобаяши (1916 – 1996), режисьор
- Мийоши Умеки (1929 – 2007), актриса
- Ичиро Ямагучи (р. 1980), музикант